# Вольфганг фон Дітфурт
Вольфганг Пауль Франц Дітріх фон Дітфурт (нім. Wolfgang Paul Franz Dietrich von Ditfurth; 28 лютого 1879, Берлін — 22 березня 1946, Рига) — німецький офіцер, генерал-лейтенант вермахту.

## Біографія
Старший син імператорського таємного старшого урядового радника Теодора фон Дірфурта і його дружини Евеліни, уродженої Меєр. 26 вересня 1898 року вступив в Прусську армію, служив у піхоті. Учасник Першої світової війни. Після демобілізації армії залишений в рейхсвері. 31 березня 1932 року звільнений у відставку. 1 жовтня 1934 року повернувся в армію, рефернт 4-го обеквартирмейстера 3-го відділу Імперського військового міністерства, потім — ОКГ. 31 березня 1939 року знову звільнений у відставку.
1 серпня 1939 року переданий в розпорядження сухопутних військ і призначений науковим асистентом Інституту дослідження військової історії сухопутних військ. З 25 жовтня 1939 року — командир дивізії №403 (з 15 березня 1941 року — 403-тя дивізії охорони). 15 травня 1942 року відправлений в резерв. 31 липня 1942 року остаточно звільнений у відставку. Наступного дня повернувся в Інститут дослідження військової історії сухопутних військ. 19 травня 1945 року арештований радянською окупаційною владою. 3 лютого 1946 року засуджений до страти військовим трибуналом Прибалтійського військового округу, проте, на відміну від інших засуджених, не був того ж дня повішений через стан здоров'я. 22 березня помер у в'язниці. Офіційною причиною смерті була названа серцева недостатність, викликана атеросклерозом, нефротичним синдромом і коронарною недостатністю.

## Звання
- Фанен-юнкер (26 вересня 1898)
- Фенріх (18 квітня 1899)
- Лейтенант (27 січня 1900)
- Оберлейтенант (18 жовтня 1909)
- Гауптман (1 жовтня 1913)
- Майор (1 травня 1922)
- Оберстлейтенант (1 лютого 1928)
- Оберст (1 лютого 1931)
- Генерал-майор запасу (1 квітня 1939)
- Генерал-майор до розпорядження (1 вересня 1940)
- Генерал-лейтенант до розпорядження (1 жовтня 1941)

## Нагороди
- Залізний хрест 2-го і 1-го класу
- Орден Фрідріха (Вюртемберг), лицарський хрест 1-го класу з мечами
- Медаль «За відвагу» (Гессен)
- Ганзейський хрест (Гамбург)
- Хрест «За військові заслуги» (Австро-Угорщина) 3-го класу з військовою відзнакою
- Галліполійська зірка (Османська імперія)
- Орден «За хоробрість» 4-го ступеня, 2-й клас (Третє Болгарське царство)
- Нагрудний знак «За поранення» в чорному
- Хрест «За вислугу років» (Пруссія)
- Почесний хрест ветерана війни з мечами
- Медаль «За вислугу років у Вермахті» 4-го, 3-го, 2-го і 1-го класу (25 років)
- Застібка до Залізного хреста 2-го класу